# Knittlingen
Knittlingen là một thị trấn nằm ở huyện Enz, thuộc bang Baden-Württemberg, miển nam nước Đức.